# Nhà thờ Saint-Sulpice, Paris
Nhà thờ Saint-Sulpice là một nhà thờ Công giáo Rôma nằm trên quảng trường cùng tên, quận 6 thành phố Paris. Với chiều dài 113 mét, chiều rộng 58 mét và chiều cao 34 mét, Saint-Sulpice chỉ nhỏ hơn một chút so với nhà thờ Đức Bà Paris và là nhà thờ lớn thứ hai của thành phố.